# Masaaki Mori
Masaaki Mori (* 12. červenec 1961) je bývalý japonský fotbalista.

## Klubová kariéra
Hrával za Fujita Industries.

## Reprezentační kariéra
Masaaki Mori odehrál za japonský národní tým v letech 1988-1989 celkem 8 reprezentačních utkání.

## Statistiky
| Japonsko | Japonsko | Japonsko |
| Roky     | Záp.     | Góly     |
| -------- | -------- | -------- |
| 1988     | 1        | 0        |
| 1989     | 7        | 0        |
| Celkem   | 8        | 0        |